# DFFA
DFFA (англ. DNA fragmentation factor subunit alpha) – білок, який кодується однойменним геном, розташованим у людей на короткому плечі 1-ї хромосоми.  Довжина поліпептидного ланцюга білка становить 331 амінокислот, а молекулярна маса — 36 522.
| 10         |  | 20         |  | 30         |  | 40         |  | 50         |
| ---------- |  | ---------- |  | ---------- |  | ---------- |  | ---------- |
| MEVTGDAGVP |  | ESGEIRTLKP |  | CLLRRNYSRE |  | QHGVAASCLE |  | DLRSKACDIL |
| AIDKSLTPVT |  | LVLAEDGTIV |  | DDDDYFLCLP |  | SNTKFVALAS |  | NEKWAYNNSD |
| GGTAWISQES |  | FDVDETDSGA |  | GLKWKNVARQ |  | LKEDLSSIIL |  | LSEEDLQMLV |
| DAPCSDLAQE |  | LRQSCATVQR |  | LQHTLQQVLD |  | QREEVRQSKQ |  | LLQLYLQALE |
| KEGSLLSKQE |  | ESKAAFGEEV |  | DAVDTGISRE |  | TSSDVALASH |  | ILTALREKQA |
| PELSLSSQDL |  | ELVTKEDPKA |  | LAVALNWDIK |  | KTETVQEACE |  | RELALRLQQT |
| QSLHSLRSIS |  | ASKASPPGDL |  | QNPKRARQDP |  | T          |  |            |

A: Аланін

C: Цистеїн

D: Аспарагінова кислота

E: Глутамінова кислота

F: Фенілаланін

G: Гліцин

H: Гістидин

I: Ізолейцин

K: Лізин

L: Лейцин

M: Метіонін

N: Аспарагін

P: Пролін

Q: Глутамін

R: Аргінін

S: Серин

T: Треонін

V: Валін

W: Триптофан

Кодований геном білок за функцією належить до фосфопротеїнів. 
Задіяний у таких біологічних процесах як апоптоз, ацетиляція. 
Локалізований у цитоплазмі.